# Per Lindekrantz
Per Gustaf Lindekrantz, född 20 januari 1913 i Göteborg, död 4 augusti 1994 i Hedvig Eleonora församling, Stockholm, var en svensk målare, verksam i Göteborg samt på Öland.

## Biografi
Lindekrantz var son till pianosnickaren Carl Lindekrantz och hans hustru Ellen Johansson. 
Han var utbildad vid Valands målarskola med Sigfrid Ullman som lärare samt vid Académie de la Grande Chaumière i Paris. Han var Göteborgsmålare med landskap, stilleben och porträtt i en intensiv men efter hand alltmer asketisk färghållning och delvis av abstrakt karaktär.
Bland hans arbeten kan nämnas mosaikgolv i Landsstatshuset i Karlskrona, väggmålning på Svenska Handelsbanken, Göteborg och keramik i Folkets hus, Västerås. Han har också tillsammans med Ralph Bergholtz utfört glaskonst av hopsmält färgat glas i Aspeboda kyrka.
Lindekrantz hade intresse för undervisning och hade privatelever. Han var 1947, 1958 och 1961 på förslag som föreståndare vid Valand men blev förbigången vid samtliga tillfällen.
Han hade separatutställning i Stockholm 1939 och deltog i samlingsutställningar i Stockholm, Göteborg, Helsingfors, Dublin, Paris och New York. På Nationalmuseum finns en byst av Lindekrantz utförd av Nanna Johansen-Ullman.
Lindekrantz finns representerad vid Moderna museet i Stockholm, Norrköpings konstmuseum, Göteborgs konstmuseum, Kalmar konstmuseum, Waldemarsudde och Borås museum.

### Familj
Per Lindekrantz var bror till skulptören Ivar Lindekrantz och silversmeden Lars Lindekrantz.
Per Lindekrantz var gift första gången 1936 med Karin Herrström och andra gången 1949–1952 ned Tullan Fink. Från 1967 fram till sin död var han gift med konstnären Margareta Linton. Tillsammans har de sonen Per Ivar Lindekrantz, född 1968, också han konstnär.
Per Lindekrantz är gravsatt i minneslunden på Skogskyrkogården i Stockholm.